# Erman Kunter
Erman Tahsin Kunter (Istanbul, 8 ottobre 1956) è un allenatore di pallacanestro ed ex cestista turco.

## Carriera
Con la Turchia ha disputato i Campionati europei del 1981.
Da allenatore ha guidato la Turchia ai Campionati europei del 1999.

## Record
È famoso per aver segnato 153 punti durante una parita del campionato turco, che è anche il record assoluto di punti segnati da un singolo giocatore nella storia della pallacanestro.

## Palmarès

### Allenatore

#### Squadra
- Campionato francese: 1

Cholet Basket: 2009-10
- Coppa di Francia: 1

Le Mans: 2015-16
- Match des Champions: 1

Cholet Basket: 2010
- Coppa del Presidente: 1

Beşiktaş: 2012
- Semaine des As: 1

Cholet Basket: 2008

#### Individuale
- Miglior allenatore della LNB Pro A: 1

Cholet Basket: 2010-11